# Leernes
Pour l’article ayant un titre homophone, voir Lerne.
Leernes [lɛʀn] est une section de la commune belge de Fontaine-l'Évêque, située en Région wallonne dans la province de Hainaut.
C'était une commune à part entière avant la fusion des communes de 1977. 

## Toponymie
Leernes est citée au Moyen Âge sous l'appellation Lederna ou Lerna (mentionnée au IXe siècle et au XIe siècle) qui est pré-latine. De Led d'origine indo-européenne qui signifie « bouillonnant » et du suffixe -erna d'origine celtique qui signifie « ruisseau ». On retrouve cette origine dans d'autres localités ou lieux de liés à l'eau en Belgique (Lierneux, Lierde-Sint-Martens, Lierre, Lienne, etc.).

## Géographie
La localité de Leernes est entourée par les localités de Fontaine-l'Évêque, Landelies, Goutroux et Anderlues.
Elle se situe sur la rive gauche de la Sambre, un affluent de la Meuse. L'altitude de Leernes se situe entre 100 m et 200 m.

## Évolution démographique
- Sources : INS, Rem. : 1831 jusqu'en 1970 = recensements, 1976 = nombre d'habitants au 31 décembre.

## Histoire
Sous le règne de Lothaire II de Lotharingie, en 866, Leernes était une dépendance de l'abbaye de Lobbes. Il était constitué de 150 bonniers de terres arables, 100 bonniers de paisson et trois de prés. En outre, une brasserie était également présente.
Il est à noter que saint Landelin, fondateur de l'abbaye de Lobbes et de l'abbaye d'Aulne a participé de manière prépondérante à l'évangélisation de la région.
Othon II en confirmant les privilèges de Lobbes fait mention de l'église Saint-Martin en 973. Les écrits mentionnent la cession de l'église de Leernes ainsi que son approbation par l'évêque de Cambrai en 1069.
Contrairement à aujourd'hui, et durant tout le Moyen Âge, Fontaine-l'Évêque dépendait de Leernes. Le nom primitif de Fontaine était « li Erne aux fontaines » ou « Ernel aux fontaines » (un ruisseau à la limite de Fontaine et de Leernes se nomme toujours l'Ernelle).
Pendant la Première Guerre mondiale, un combat a opposé le 22 août 1914 un détachement d'infanterie allemand appuyé par une batterie d'artillerie au 28e régiment d'infanterie française au lieu-dit l'Espinette. Après trois heures de combat, les Français sont contraints de se retirer car ils ne disposent pas d'artillerie. 72 des leurs tombent au champ d'honneur dont le capitaine Priscaux.
Lors de la Seconde Guerre mondiale, une gerbe de fleurs en forme de V est déposée le 11 novembre 1942 par les patriotes belges au monument aux morts de Leernes. Celle-ci est alors rapidement retirée par les Allemands.

## Patrimoine et culture

### Patrimoine architectural

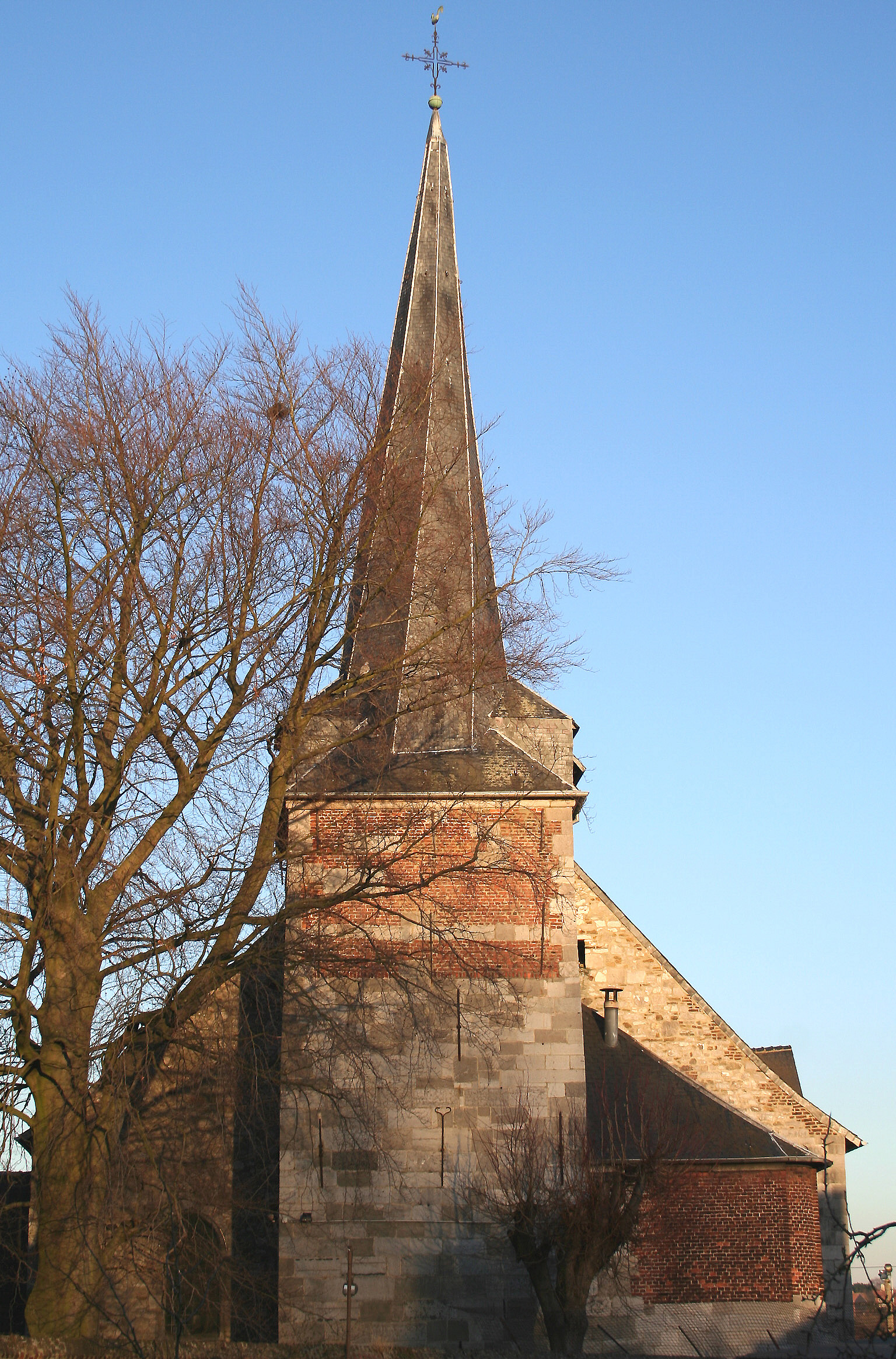
L'église Saint-Martin.

#### Église Saint-Martin
L'église Saint-Martin date du XVe siècle, mais la tour lui est antérieure et date du Xe ou XIe siècle mais au XVIe siècle elle subit des modifications importantes. Le clocher tors aurait été construit ainsi pour diminuer l'impact du vent. Il est couvert d'ardoises et tourne de gauche à droite de 1/16e de tour. Le portail d'entrée date du XVe – XVIe siècle. Il abrite une porte double, en chêne qui provient vraisemblablement de l'abbaye de Lobbes ou de celle d'Aulne.

#### Verrerie
Un acte du 20 mars 1694, portant au dos la mention « Pour le seigneur de Jonchière, touchant le rendage du four à verre de Leerne, fait par le Sr prélat de Lobbes et le Sr de Fontaine » stipule l'existence d'une verrerie à Leernes en 1447 (20 ans plus tôt que celle citée par les lettres de sauvegarde accordées par Charles le Hardy, duc de Bourgogne, le 8 mars 1467, à maistre Jean Colnet et Colart son fils, voiriers de la voirrerie de Fontaine-l’Évêque.

#### Fontaine dite "La Pisselotte"
La fontaine dite de la Pisselotte dans le hameau de Wespes est un point d'eau qui n'est aujourd’hui plus potable, elle servait d’approvisionnement aux ménages de sa construction en 1849 jusqu'à l'arrivée de l'eau de distribution à la fin des années 1950. Sa dernière rénovation date d'avril 2025.

#### Chapelle
- Chapelle Notre-Dame de Leernes sur la place Degauque : elle contient une statue en bois de Christ assis qui serait du XVe siècle[7].

#### Monuments de la Première Guerre mondiale
Sur la place Degauque, se trouve un monument aux morts de la Première Guerre mondiale, œuvre du sculpteur Édouard Rombeaux-Roland qui a été inauguré en septembre 1924. Un obélisque a également été érigé au lieu-dit l'Espinette en mémoire des 72 soldats français tombés au combat de Leernes.

### Culture et folklore

#### Les fêtes traditionnelles du Chaudeau

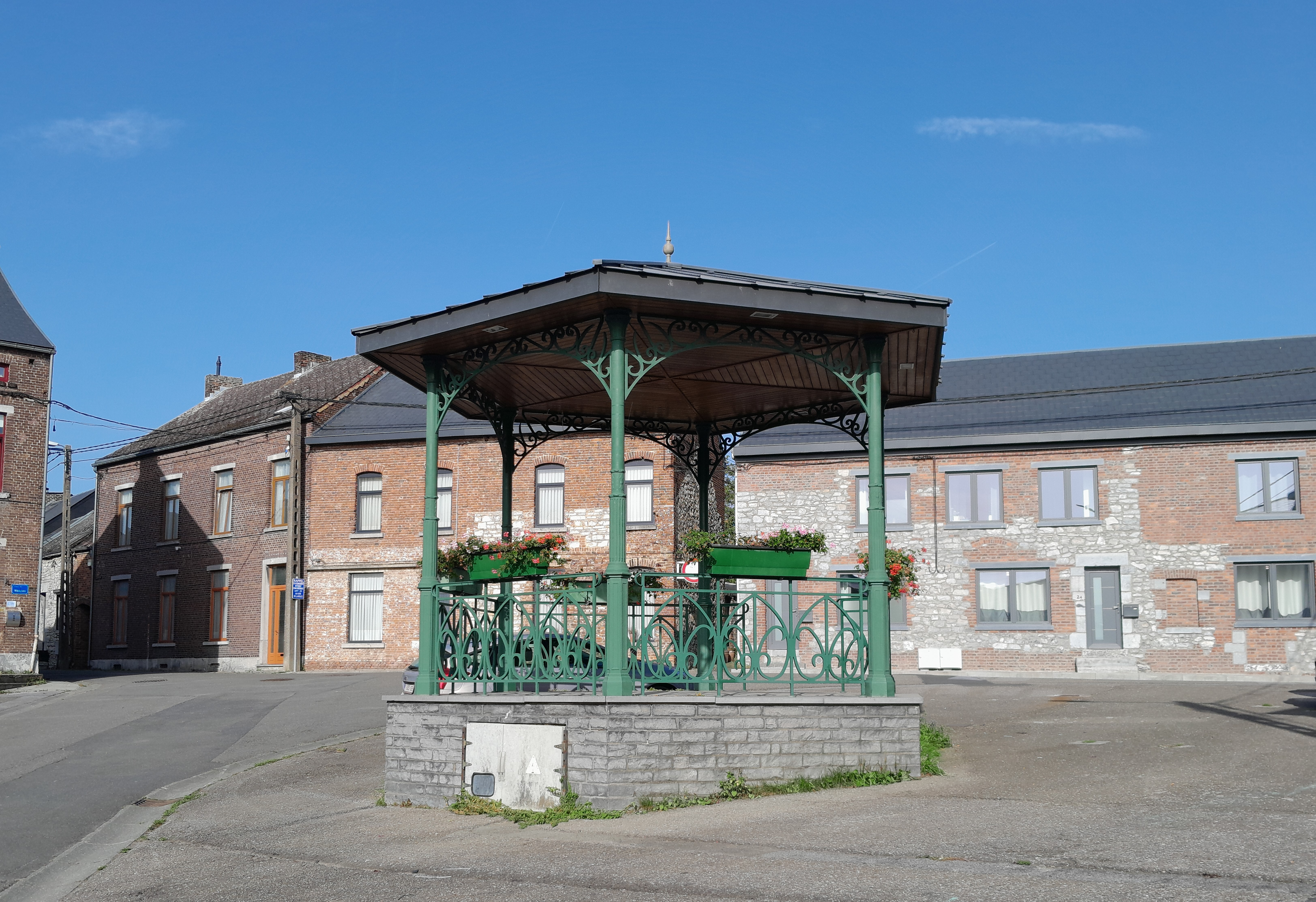
Leernes - kiosque sur la place du hameau de Wespes.

Tous les ans, le premier dimanche de juillet, ont lieu les fêtes traditionnelles du Chaudeau de Wespes. Ces réjouissances durent cinq jours (quatre en 2016). Les origines du Chaudeau ne sont pas connues mais sont l'occasion de célébrer l'anniversaire de la naissance de Jean-François Deltenre, né en 1780 et auteur du Bénédicité du Chaudeau. En 2020, on célèbre ainsi la 240e édition officielle de festivités uniquement interrompues lors des deux guerres mondiales.

#### Ducasse
La marche de la saint Quirin, a lieu le premier weekend de mai qui fait suite au 30 avril, date officielle de la fête du saint martyr dans le martyrologe de saint Jérôme. En 2019, Antoine Massez a ressuscité la marche de saint Quirin et en est devenu président. 
Saint Quirin, d'origine romaine et païenne, était un officier de l'empereur romain Trajan. L'église de Leernes en possède des reliques, qui faisaient jadis l'objet d'un pèlerinage pour obtenir la guérison d'ulcères incurables, dénommés « le mal de saint Quirin ». L'église possède également deux statues de saint Quirin placées dans des niches, l'une à l'autel de Notre-Dame, l'autre à gauche du chœur.

## Galerie

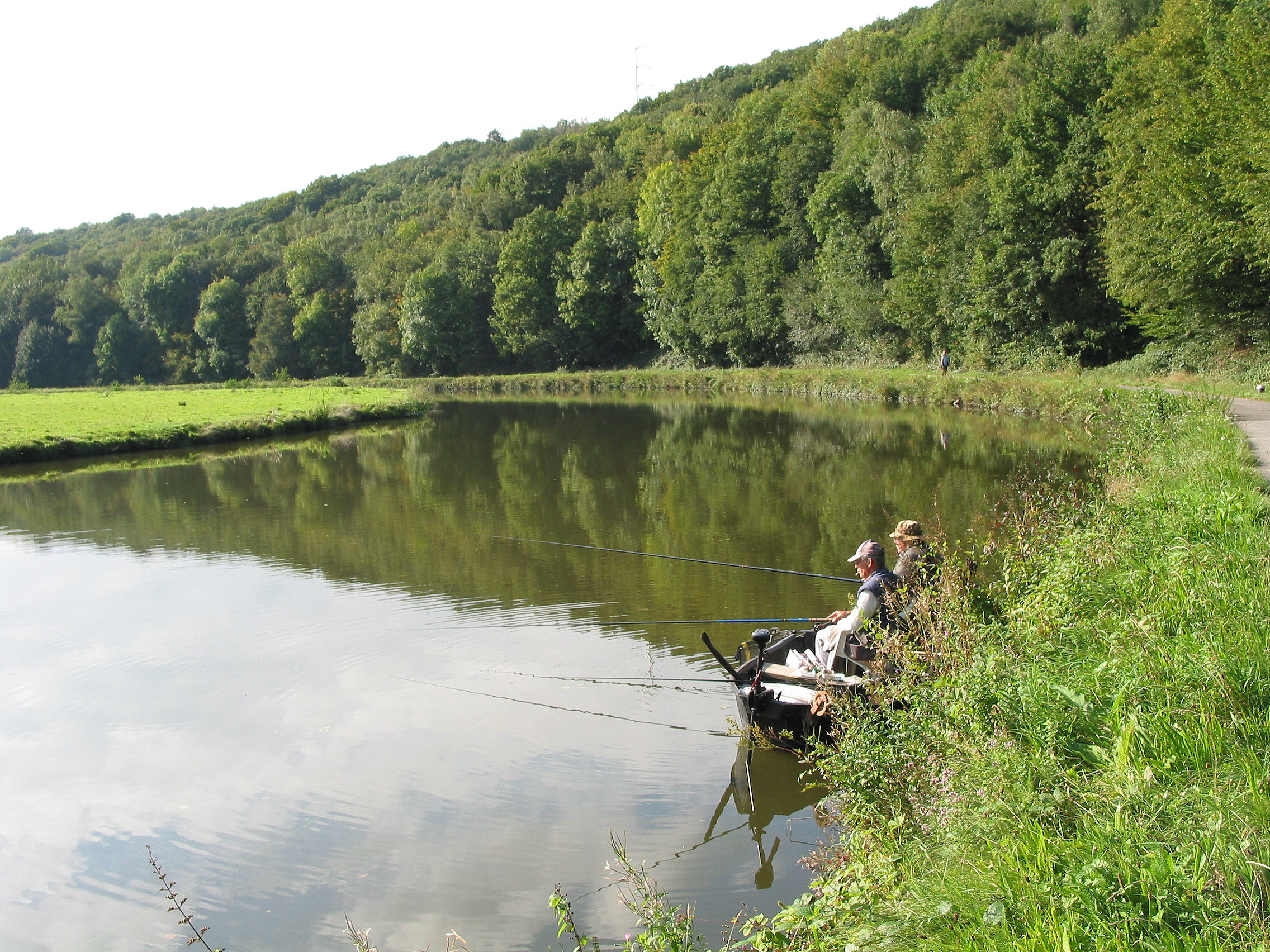
La Sambre et le bois domanial de Leernes.
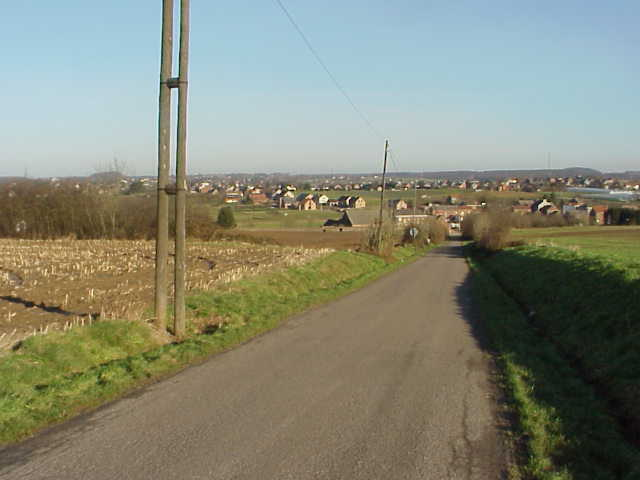
Leernes et le quartier de Wespes en 2002.
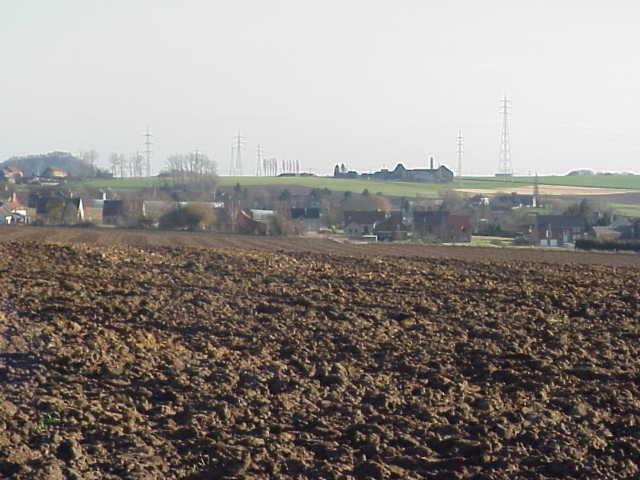
Leernes, Wespes et la ferme de l’Espinette en 2002.
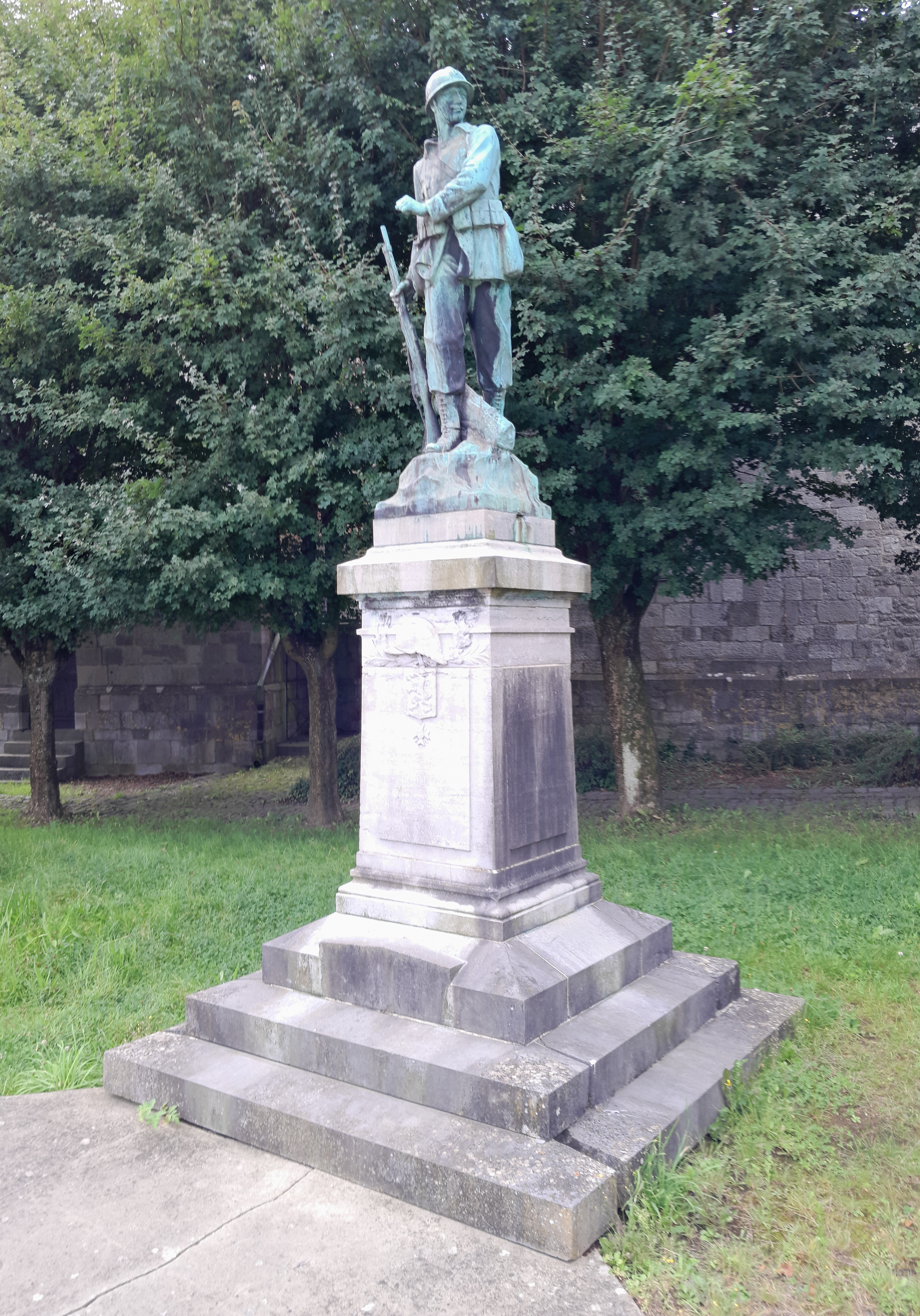
Monument aux morts.

## Vie associative

### Rassemblement de vieux tracteurs
Depuis 2014, un rassemblement de vieux tracteurs a lieu chaque année à l'Cinse du Lapin (rue du Coq) dans une ambiance festive bon enfant. Deuxième dimanche d'août.

### La brocante de Leernes
La brocante de Leernes est toujours organisée le troisième dimanche de septembre. Elle longe les rues du centre de Leernes autour de l'église Saint-Martin sur environ 4 km.

## Personnalités
- Le bienheureux Thierry de Leernes (1007-1087), moine de Lobbes, écolâtre et abbé de Saint-Hubert ;

- Olbert de Gembloux, religieux du XIe siècle né à Leernes vers 980-985, étudia à l'Abbaye de Lobbes et fut nommé abbé de Gembloux par l'évêque de Liège Baldéric, et béni le 21 septembre 1012. Il y bâtit une nouvelle église consacrée le 25 juillet 1022. En 1021, il fonde l'abbaye de Saint-Jacques de Liège, établie par Baldéric en 1015. Il meurt le 14 juillet 1048. Olbert fut l'un des lettrés les plus réputés de son temps[10] ;

- Raoul de Fraiteur, ministre de la Défense nationale de 1946 à 1949 ;

- Marie-Hélène Ska, Secrétaire générale de la Confédération des syndicats chrétiens.